# Kunwar Digvijay Singh
Kunwar Digvijay Singh (Barabanki, Uttar Pradesh, Brit. Indija, 2. veljače 1922. – Lucknow, Uttar Pradesh, Indija 27. ožujka 1978.), popularno "K.D.Singh 'Babu' " je bivši bivši indijski hokejaš na travi. Svojim igrama je izborio mjesto u indijskoj reprezentaciji. 
Njegovo umijeće, spretnost i kreativni instinkti su ga doveli do jednim od najfinijih igrača koji su igrali na mjestu unutarnjeg desnog kojeg je Indija ikada dala. Kontrola lopte i tijela mu je bila instinktivna, gotovo kao vrsta šestog osjetila.
Osvojio je zlatno odličje igrajući za Indiju na hokejaškom turniru na Olimpijskim igrama 1948. u Londonu i Olimpijskim igrama 1952. u Helsinkiju.

## Karijera

### Igračka karijera
Izabralo ga se u sveindijski hokejaški sastav koji je sezone 1946/47. išao na turneju po Afganistanu. Bio je dokapetanom na OI 1948. te kapetanom na OI 1952. Pobjeda na olimpijskom turniru 1948. je bila iznimno važna Indiji, jer je onda prvi put sudjelovala kao neovisna država i kao takva je pobijedila, iako je već prije osvojila zlata 1928., 1932. i 1936., ali onda je bila kao Britanska Indija.

### Trenerska karijera
Vodio je indijski sastav na OI 1972. godine. K. D. Singh "Babu" je bio članom brojnim športskih organizacija i ustanova kao što su Sveindijsko športsko vijeće (All India Council of Sports), Željeznički odbor (Railway Board), Indijsko puškarsko udruženje (Rifle Association of India) i Odbor za zaštitu divljine države Uttar Pradesha (Wild Life Protection Committee of Uttar Pradesh).
Umro je nesretnom smrću, nakon što je njegovo oružje slučajno opalilo.

## Nagrade i priznanja
- K.D. Singh Babu je 1953. primio nagradu Helms Trophy kao najbolji igrač na svijetu u 1952. godini te za najboljeg azijskog športaša 1953. godine. To je bilo prvi put da je jedan Indijac dobio nagradu Helms Trophy, koja je američka Nobelova nagrada za šport koju se daje najboljim športašima sa svakog kontinenta
- 1958. je dobio prestižnu nagradu Padmashri koju dodjeljuje indijska vlada
- stadion u Lucknowu je preimenovan i danas nosi ime njemu u častu, stadion K. D. Singh Babu.

## Vanjske poveznice
- (engl.) Životopis na portalu Barabanki  Arhivirana inačica izvorne stranice od 30. rujna 2011. (Wayback Machine)
- (engl.) Životopis na portalu  Arhivirana inačica izvorne stranice od 27. listopada 2007. (Wayback Machine)
- (engl.) Sify.com